# College Football Championship Game 2024
Match précédent Match suivant
Le College Playoff Championship Game 2024 est un match de football américain de niveau universitaire d'après saison régulière organisé par la NCAA.
Il se déroule le 8 janvier 2024 au NRG Stadium de Houston dans l'état du Texas aux États-Unis.
Ce match constitue la finale nationale du championnat NCAA de football américain 2023 de la Division 1 FBS et est donc l'apothéose de la saison 2023 de football américain universitaire. 
Il oppose les vainqueurs des demi-finales jouées le 1er janvier 2024 soit les #1 Wolverines du Michigan (vainqueurs du Rose Bowl 2024) et les #2 Huskies de Washington (vainqueurs du Sugar Bowl 2024).
Il s'agit de la 10e édition du College Football Championship Game et la dernière dans son format à quatre équipes, le conseil d'administration du CFP ayant décidé en septembre 2023 de faire passer le tournoi de 4 à 12 équipes dès la saison 2024.
La rencontre est retransmise en radio et télévision par ESPN/ESPN Radio/ESPN Deportes.
Sponsorisé par l'entreprise de télécommunications AT&T, le match est officiellement dénommé le 2024 College Football Playoff National Championship presented by AT&T.
Michigan remporte la rencontre sur le score de 34 à 13.

## Le stade
Le stade NRG Stadium a été choisi le 1er novembre 2017 pour accueillir la finale 2024 de la saison 2023.
La ville de Houston sera la dixième à accueillir une finale du College Football Playoff après Arlington (Texas), Glendale (Arizona), Tampa, (Floride), Atlanta (Géorgie), Santa Clara (Californie), La Nouvelle-Orléans (Louisiane), Miami Gardens (Floride), Indianapolis (Indiana) et Inglewood (Californie).
Ce stade a une capacité de 72 220 places. Inauguré en août 2002, il possède un toit rétractable et accueille les matchs à domicile de la franchise NFL des Texans de Houston. Le Texas Bowl s'y déroule également chaque année. 
Les Super Bowls XXXVIII et LI y ont été organisés respectivement en 2004 et en 2017.
Le NRG Stadium adapté pour la finale NCAA
(photos prises avant le match)

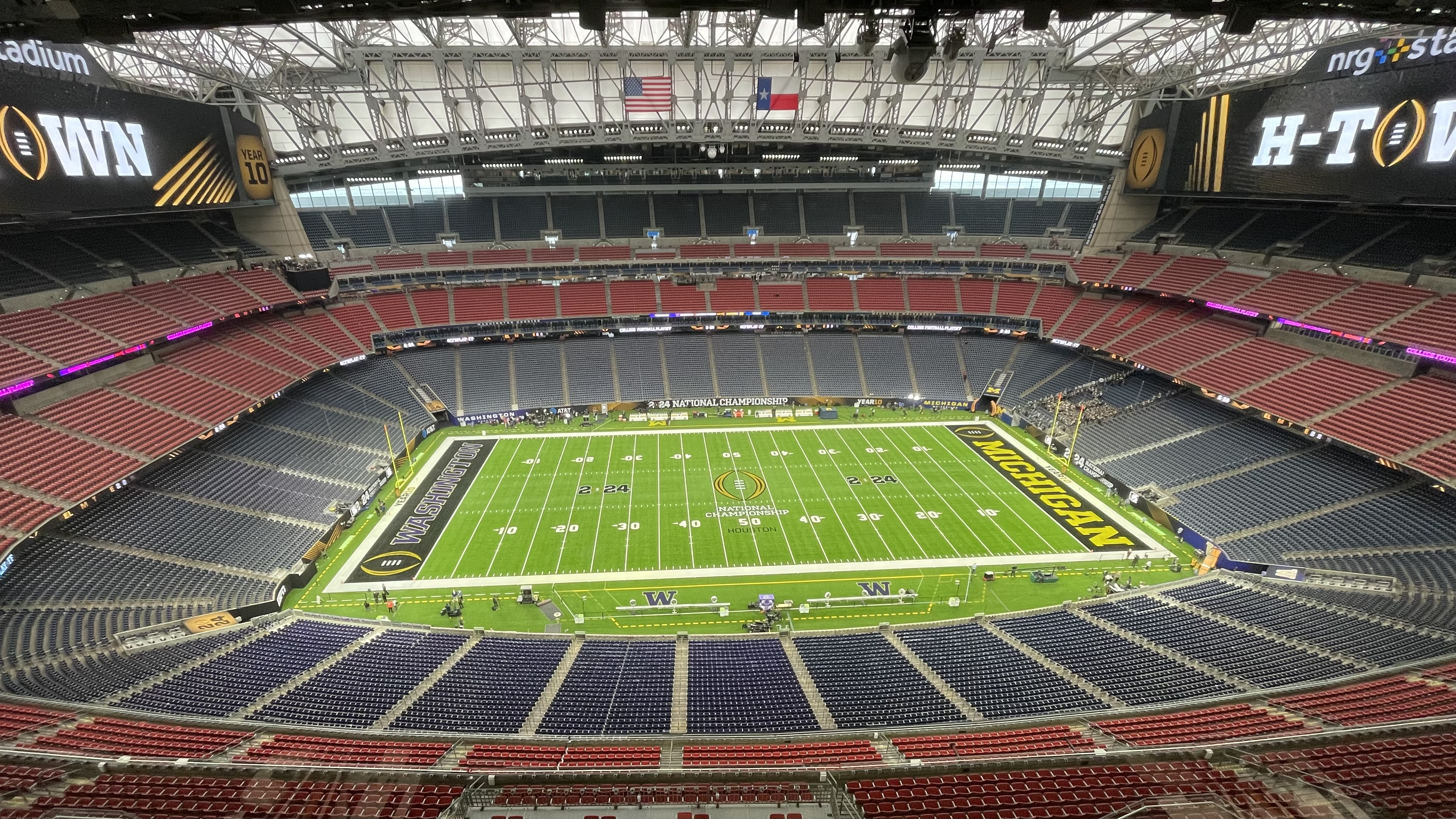
Vue à partir de la salle de press.
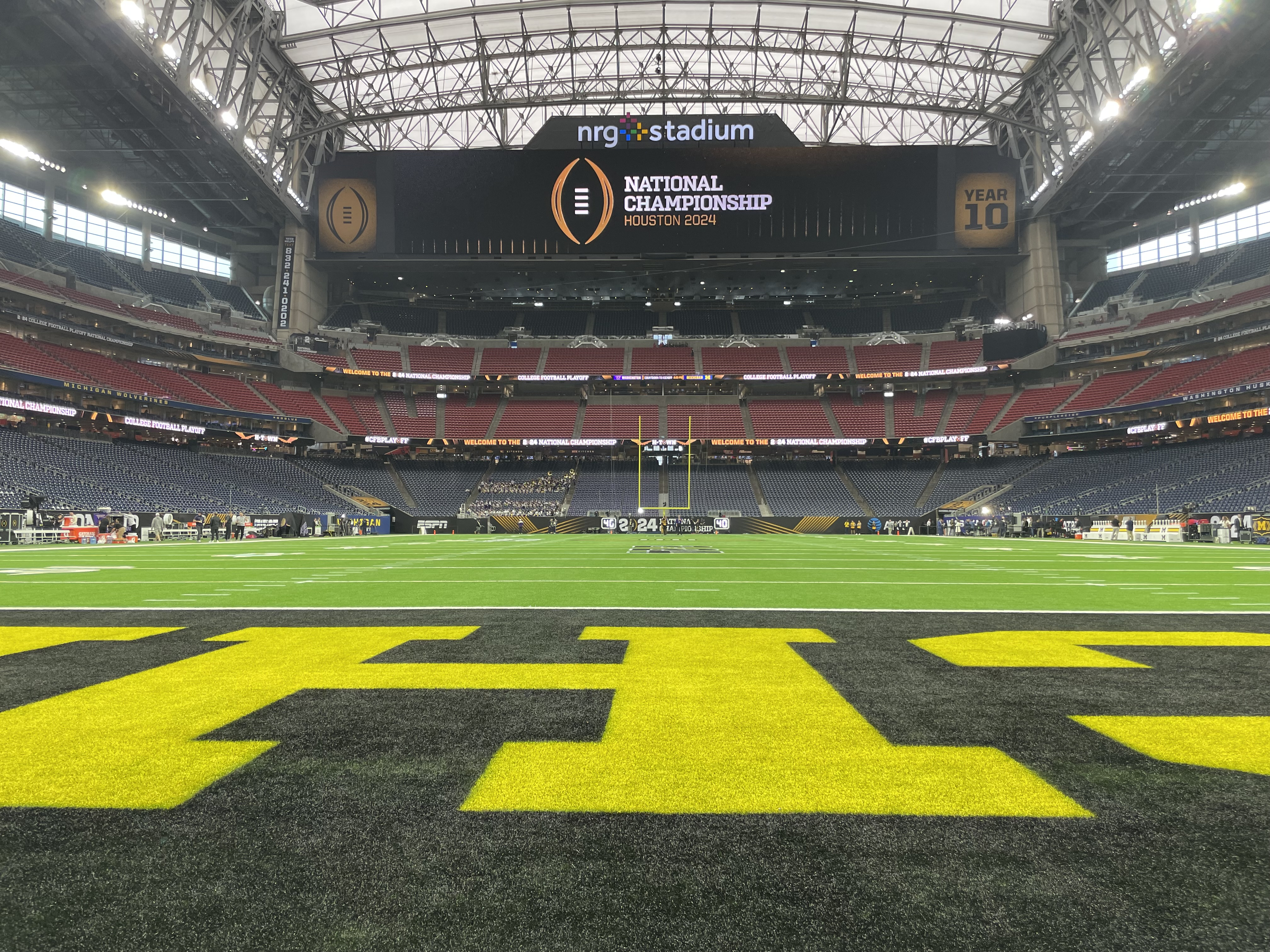
Vue vers la end-zone sud.
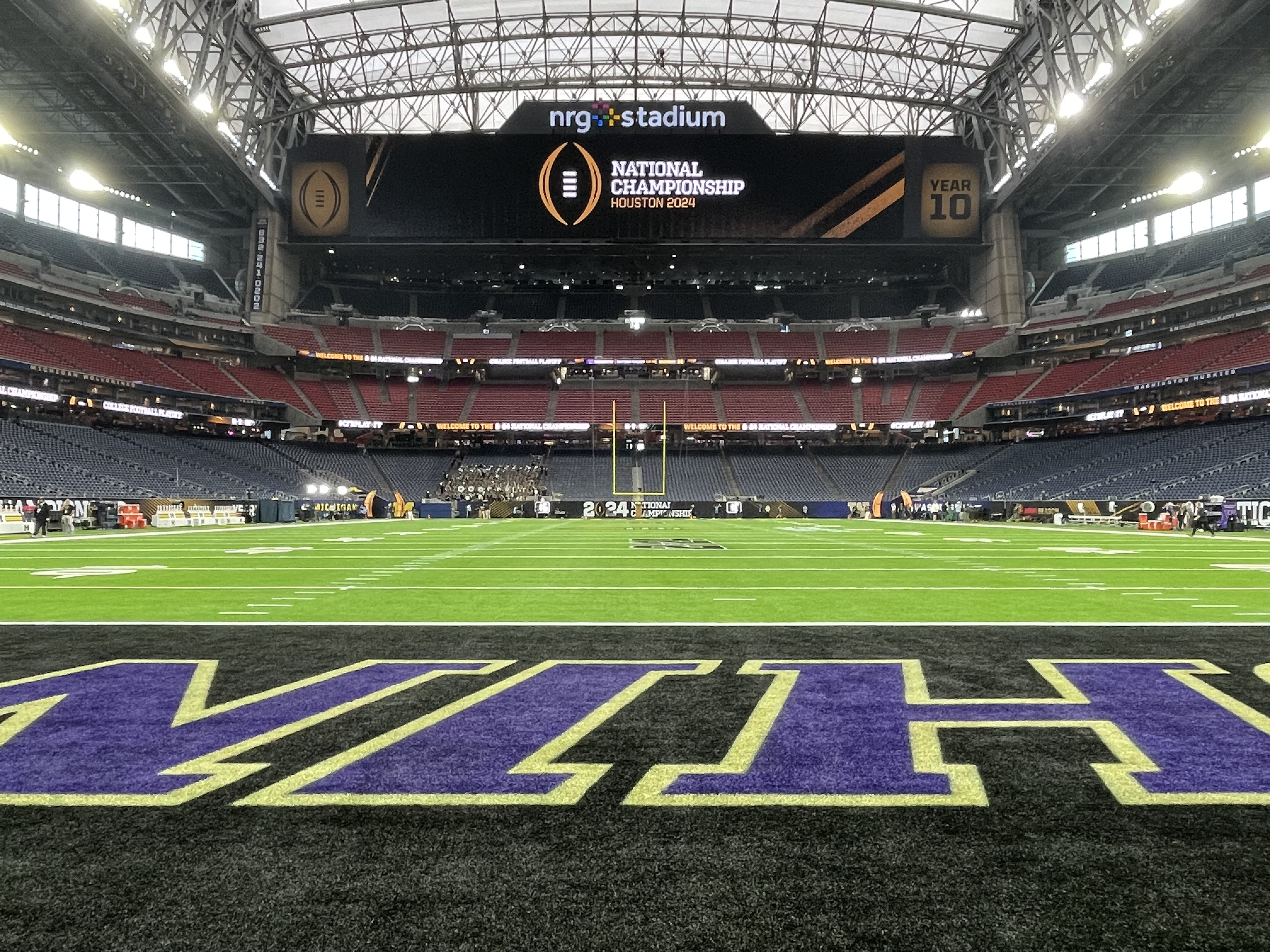
Vue vers la end-zone nord.
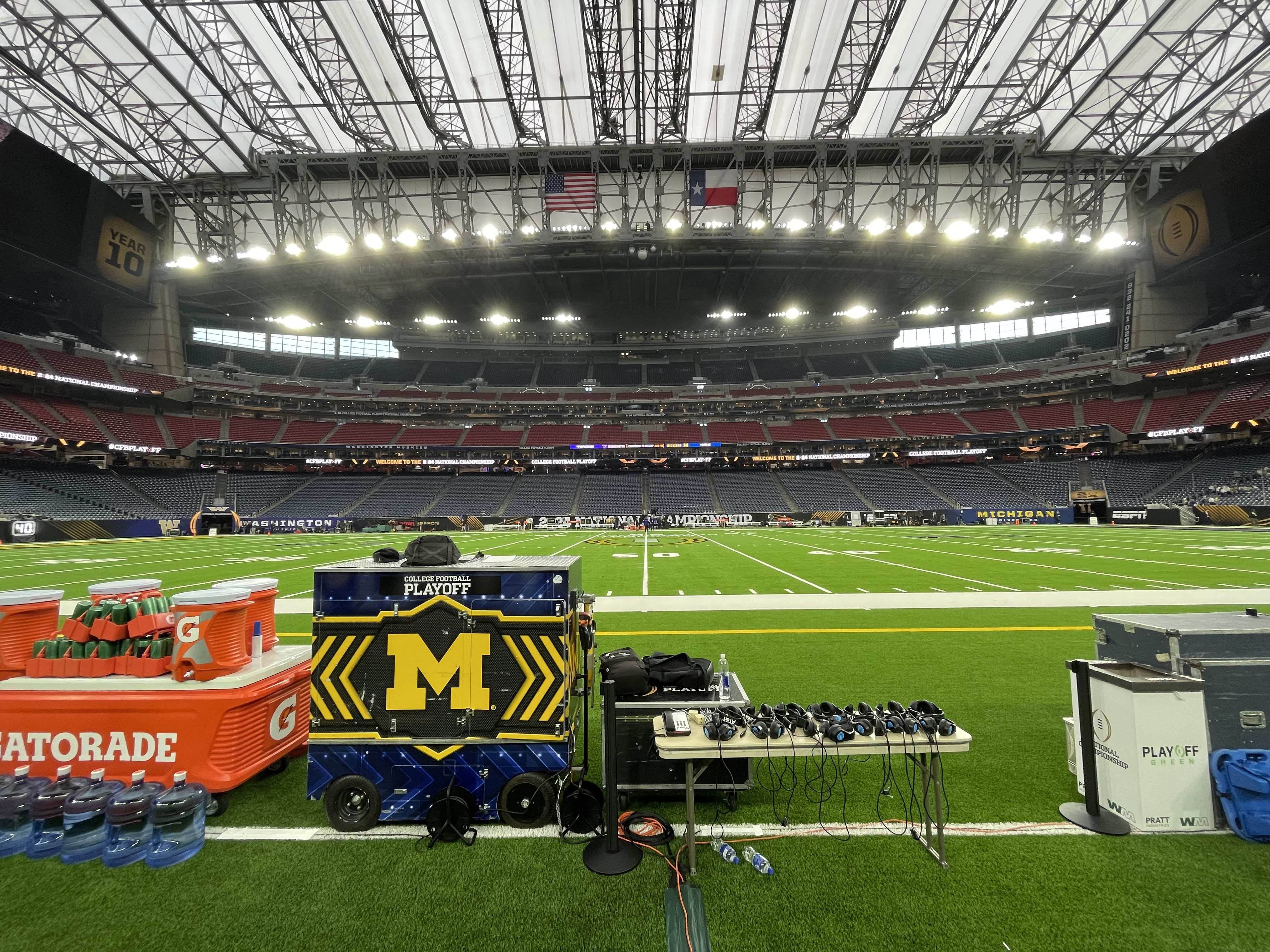
Vue à partir du banc de Michigan.
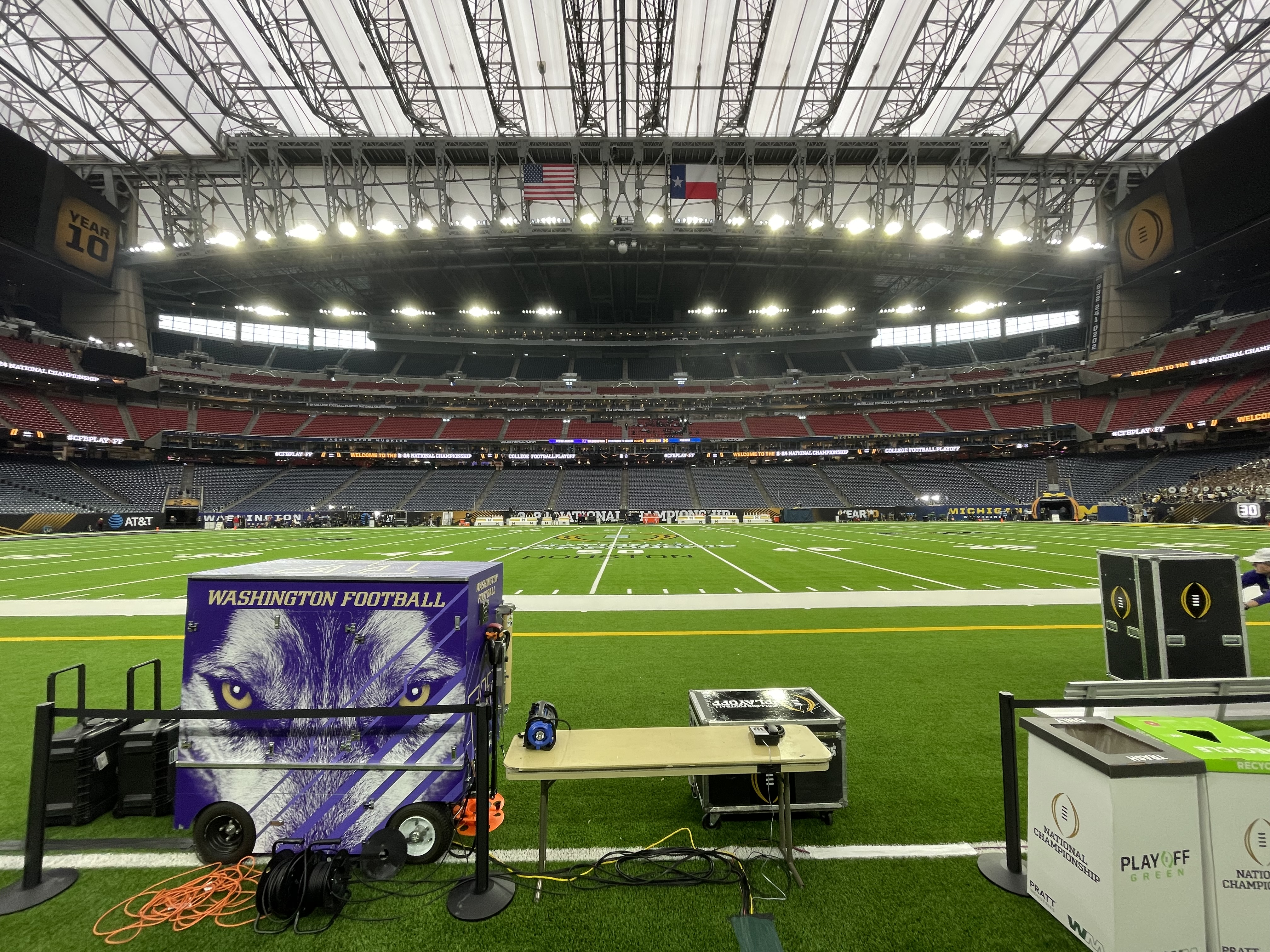
Vue à partir du banc de Washington.

## Les deux équipes
Il s'agit de la 14e rencontre entre les deux équipes, les Wolverines menant les statistiques avec 8 victoires pour 5 aux Huskies.
Ces deux équipes seront membres de la même conférence puisque Washington intègrera la Big Ten Conférence dès la saison 2024.
| Équipes                                                                                             | Couleurs | Conférences | Entraîneurs                   | Stats. saison rég. | Classements avant le bowl | Classements avant le bowl | Classements avant le bowl |
| --------------------------------------------------------------------------------------------------- | -------- | ----------- | ----------------------------- | ------------------ | ------------------------- | ------------------------- | ------------------------- |
| Équipes                                                                                             | Couleurs | Conférences | Entraîneurs                   | Stats. saison rég. | CFP                       | AP                        | Coaches                   |
| Wolverines du Michigan                                                                              |          | Big 10      | Jim Harbaugh (9e saison)      | 14-0               | no 1                      | no 1                      | no 1                      |
| Huskies de Washington                                                                               |          | Pac-12      | Kalen DeBoer (en) (2e saison) | 14-0               | no 2                      | no 2                      | no 2                      |
| - Arbitre : Marcus Woods (ACC) - Équipe donnée favorite par les bookmakers : Michigan par 4½ points |          |             |                               |                    |                           |                           |                           |

| Saison | Date              | Vainqueur  | Score   | Compétition                                         |
| ------ | ----------------- | ---------- | ------- | --------------------------------------------------- |
| 1953   | 26 septembre 1953 | Michigan   | 50 - 0  | Saison régulière, match joué au stade de Michigan   |
| 1954   | 25 septembre 1954 | Michigan   | 14 - 0  | Saison régulière, match joué au stade de Washington |
| 1969   | 27 septembre 1969 | Michigan   | 45 - 07 | Saison régulière, match joué au stade de Michigan   |
| 1970   | 26 septembre 1970 | Michigan   | 17 - 03 | Saison régulière, match joué au stade de Washington |
| 1977   | 2 janvier 1978    | Washington | 27 - 20 | Rose Bowl                                           |
| 1980   | 1er janvier 1981  | Michigan   | 23 - 06 | Rose Bowl                                           |
| 1983   | 17 septembre 1983 | Washington | 25 - 24 | Saison régulière, match joué au stade de Washington |
| 1984   | 15 septembre 1984 | Washington | 20 - 11 | Saison régulière, match joué au stade de Michigan   |
| 1991   | 1er janvier 1992  | Washington | 34 - 14 | Rose Bowl                                           |
| 1992   | 1er janvier 1993  | Michigan   | 38 - 31 | Rose Bowl                                           |
| 2001   | 8 septembre 2001  | Washington | 23 - 18 | Saison régulière, match joué au stade de Washington |
| 2002   | 31 août 2002      | Michigan   | 31 - 29 | Saison régulière, match joué au stade de Michigan   |
| 2021   | 11 septembre 2021 | Michigan   | 31 - 10 | Saison régulière, match joué au stade de Michigan   |

| MICH                          | MICH                          | MICH                          | MICH                          |                                | WASH                           | WASH                           | WASH                           | WASH |
| N°                            | Adversaire                    | Score                         | Bilan                         | N°                             | Adversaire                     | Score                          | Bilan                          |      |
| 1                             | East Carolina                 | 30 - 03                       | 1-0                           | 1                              | Boise State                    | 56 - 19                        | 1-0                            |      |
| 2                             | UNLV                          | 35 - 07                       | 2-0                           | 2                              | Tulsa                          | 43 - 10                        | 2-0                            |      |
| 3                             | Bowling Green                 | 31 - 06                       | 3-0                           | 3                              | @ Michigan State               | 41 - 7                         | 3-0                            |      |
| 4                             | Rutgers                       | 31 - 07                       | 4-0                           | 4                              | California                     | 59 - 32                        | 4-0                            |      |
| 5                             | @ Nebraska                    | 45 - 07                       | 5-0                           | 5                              | @ Arizona                      | 31 - 24                        | 5-0                            |      |
| 6                             | @ Minnesota                   | 52 - 10                       | 6-0                           | 6                              | #8 Oregon                      | 36 - 33                        | 6-0                            |      |
| 7                             | Indiana                       | 52 - 07                       | 7-0                           | 7                              | Arizona State                  | 15 - 7                         | 7-0                            |      |
| 8                             | @ Michigan State              | 49 - 0                        | 8-0                           | 8                              | @ Stanford                     | 42 - 33                        | 8-0                            |      |
| 9                             | Purdue                        | 41 - 13                       | 9-0                           | 9                              | @ #20 USC                      | 52 - 42                        | 9-0                            |      |
| 10                            | #10 Penn State                | 24 - 15                       | 10-0                          | 10                             | #18 Utah                       | 35 - 28                        | 10-0                           |      |
| 11                            | @ Maryland                    | 31 - 24                       | 11-0                          | 11                             | #11 Oregon State               | 22 - 20                        | 11-0                           |      |
| 12                            | #2 Ohio State                 | 30 - 24                       | 12-0                          | 12                             | Washington State               | 24 - 21                        | 12-0                           |      |
| Finale de conférence Big 10   | Finale de conférence Big 10   | Finale de conférence Big 10   | Finale de conférence Big 10   | Finale de conférence Pac 12    | Finale de conférence Pac 12    | Finale de conférence Pac 12    | Finale de conférence Pac 12    |      |
| 13                            | #16 Iowa                      | 26 - 0                        | 13-0                          | 13                             | #5 Oregon                      | 34 - 31                        | 13-0                           |      |
| Rose Bowl 2023 (½ finale CFP) | Rose Bowl 2023 (½ finale CFP) | Rose Bowl 2023 (½ finale CFP) | Rose Bowl 2023 (½ finale CFP) | Sugar Bowl 2024 (½ finale CFP) | Sugar Bowl 2024 (½ finale CFP) | Sugar Bowl 2024 (½ finale CFP) | Sugar Bowl 2024 (½ finale CFP) |      |
| 14                            | #4 Alabama                    | 27 - 20                       | 14-0                          | 14                             | #3 Texas                       | 37 - 31                        | 14-0                           |      |

### Wolverines du Michigan
Le programme de football américain des Wolverines représente l'université du Michigan sise à Ann Arbor dans l'État du Michigan aux États-Unis.
La finale est jouée dans le cadre d'une enquête en cours sur des allégations de vol par des membres de l'encadrement des Wolverines de données relatives aux pancartes utilisées par les équipes adverses lors des matchs,,. Le scandale a fait la une des journaux tout au long de la saison. Il était centré sur une allégation et des enquêtes ultérieures menées par la NCAA et la  Big Ten Conference pour savoir si Michigan avait violé un règlement de la NCAA concernant le visionnage des futurs adversaires. Connor Stalions, un membre de l'encadrement de Michigan, a été cité par des allégations comme ayant assisté à plus de 35 matchs afin d'espionner les futurs adversaires. L'entraîneur principal Jim Harbaugh, qui a nié avoir en eu connaissance, a été suspendu par le Big Ten Conference pour les trois derniers matchs de saison régulière (matchs contre contre Penn State, Maryland et Ohio State). Il avait déjà purgé une suspension pour les trois premiers matchs de la saison (contre East Carolina, UNLV et Bowling Green), à la suite d'une sanction auto-imposée concernant des violations des règles de recrutement.
La finale 2024 est le premier College Football Championship Game de son histoire. Il s'agit de sa première apparition à une finale nationale depuis que celle-ci oppose les #1 et #2 du pays (saison 1962). Il n'a jamais participé à une finale de la Bowl Coalition (en) (1992-1994), ni de la Bowl Alliance (en) (1995–1997) ni de la BCS National Championship Game (1998-2014, bien que classés #1 par l'AP, Michigan n'est pas sélectionné pour disputer la finale nationale) ni du College Football Playoff. Ils ont perdu deux 1/2 finales du CFP soit en 2021 (défaite 11-34 contre les #3 Bulldogs de la Géorgie) et en 2022 (défaite 45 - 51 contre les #3 Horned Frogs de TCU).
Les Wolverines ont remporté à ce jour neuf (9) titres nationaux (1901, 1902, 1903, 1904, 1918, 1923, 1933, 1948 et 1997), quarante-quatre (44) titres de conférence, quatre (4) titres de la division Est de la Big Ten Conference et 22 bowls sur 51 disputés.
Ils affichent un bilan en saison régulière de 12 victoires sans défaite (9-0 en matchs de conférence) et terminent 1er de la Big 10 dont ils remportent la finale de conférence. 
Désignés no 1 aux classements CFP, APet Coache's, ils sont sélectionnés pour participer au troisième College Football Playoff consécutif de leur histoire. Ils remportent la demi finale jouée à l'occasion du Rose Bowl 2024, battant 27 à 20, le Crimson Tide de l'Alabama classés no 4 du pays affichant dès lors un bilan de 14 victoires sans défaite avant la finale du CFP, la meilleure performance de l'histoire du programme.
Michigan a inscrit une moyenne de 25,1 points par match (55e attaque du pays) et a concédé une moyenne de 8,2 points par match (1re défense du pays).
Les Wolverines suivants ne disputeront pas le match :
- CJ Stokes, running back, motif non révélé ;
- Dylan Warren, quarterback, motif non révélé ;
- Karmello English, wide receiver, motif non révélé ;
- Leon Franklin, running back, inscrit sur le portail NCAA des transferts ;
- Logan Forbes, wide receiver, motif non révélé ;
- Zak Zinter (en), offensive lineman, blessé.

### Huskies de Washington
Le programme de football américain des Huskies représente l'Université de Washington sise à Seattle dans l'État de Washington aux États-Unis.
La finale 2024 est le premier College_Football_Championship Game de son histoire. Il s'agit de sa première apparition à une finale nationale depuis que celle-ci oppose les #1 et #2 du pays (saison 1962). Il n'a jamais participé à une finale de la Bowl Coalition (en) (1992-1994), ni de la Bowl Alliance (en) (1995–1997) ni de la BCS National Championship Game (1998-2014) ni du College Football Playoff.
Les Huskies ont remporté à ce jour neuf (2) titres nationaux (1960, 1991), dix-huit (18) titres de conférence, cinq (5) titres de la division Nord de la Pacific-12 Conference et 21 bowls sur 42 disputés.
Ils affichent un bilan en saison régulière de 12 victoires sans défaite (9-0 en matchs de conférence) et terminent 1er de la Pac-12 dont ils remportent la finale de conférence.
Désignés no 2 aux classements CFP, APet Coache's, ils sont sélectionnés pour participer à leur deuxième College Football Playoff après celui de 2016 (défaite 7 à 24 contre Alabama). Ils remportent la demi finale jouée à l'occasion du Sugar Bowl 2024, battant 35 à 31, les Longhorns du Texas classés no 3 du pays affichant dès lors un bilan de 14 victoires sans défaite avant la finale du CFP, la meilleure performance de l'histoire du programme.
Washington a inscrit une moyenne de 67,6 points par match (10e attaque du pays) et a concédé une moyenne de 24,1 points par match (51e défense du pays).
Michael Penix Jr., quarterback de Washington, a terminé deuxième du Trophée Heisman derrière le quarterback de LSU Jayden Daniels et devant le quarterback d'Oregon Bo Nix et le wide receiver d'Ohio State Marvin Harrison Jr..
Les running backs Dillon Johnson (en) et Sam Adams II sont incertains pour la finale (légèrement blessés) et les Huskies suivants ne disputeront pas la finale :
- Cameron Davis, running back, blessé ;
- Dylan Morris, quarterback, inscrit sur le portail NCAA des transferts ;
- Gaard Memmelaar, offensive lineman, blessé ;
- Giles Jackson, wide receiver, joueur redshirt
- James Smith, cornerback, inscrit sur le portail NCAA des transferts ;
- Vincent Nunley, safety, inscrit sur le portail NCAA des transferts ;

### Les titulaires
| Wolverines du Michigan | Wolverines du Michigan | Huskies de Washington | Huskies de Washington |
| ---------------------- | ---------------------- | --------------------- | --------------------- |
| Roman Wilson           | WR                     | WR                    | Rome Odunze           |
| Colston Loveland       | TE                     | WR                    | Ja'Lynn Polk          |
| Karsen Barnhart        | OL                     | OL                    | Troy Fautanu          |
| Trevor Keegan          | OL                     | OL                    | Nate Kalepo           |
| Trente Jones           | OL                     | OL                    | Parker Brailsford     |
| Drake Nugent           | OL                     | OL                    | Roger Rosengarten     |
| Ladarius Henderson     | OL                     | OL                    | Julius Buelow         |
| AJ Barner              | TE                     | TE                    | Devin Culp            |
| Cornelius Johnson      | WR                     | WR                    | Jalen McMillan        |
| J.J. McCarthy          | QB                     | QB                    | Michael Penix Jr.     |
| Blake Corum            | RB                     | RB                    | Dillon Johnson        |

| Wolverines du Michigan | Wolverines du Michigan | Huskies de Washington | Huskies de Washington |
| ---------------------- | ---------------------- | --------------------- | --------------------- |
| Mason Graham           | DL                     | DL                    | Ulumoo Ale            |
| Kris Jenkins           | DL                     | DL                    | Tuli Letuligasenoa    |
| Braiden McGregor       | DE                     | CB                    | Elijah Jackson        |
| Jaylen Harrell         | DE                     | LB                    | Alphonzo Tuputala     |
| Michael Barrett        | LB                     | LB                    | Zion Tupuola-Fetui    |
| Junior Colson          | LB                     | LB                    | Edefuan Ulofoshio     |
| Mike Sainristil        | DB                     | LB                    | Bralen Trice          |
| Will Johnson           | DB                     | CB                    | Jabbar Muhammad       |
| Makari Paige           | DB                     | CB                    | Mishael Powell        |
| Rod Moore              | DB                     | S                     | Asa Turner            |
| Josh Wallace           | DB                     | S                     | Dominique Hampton     |

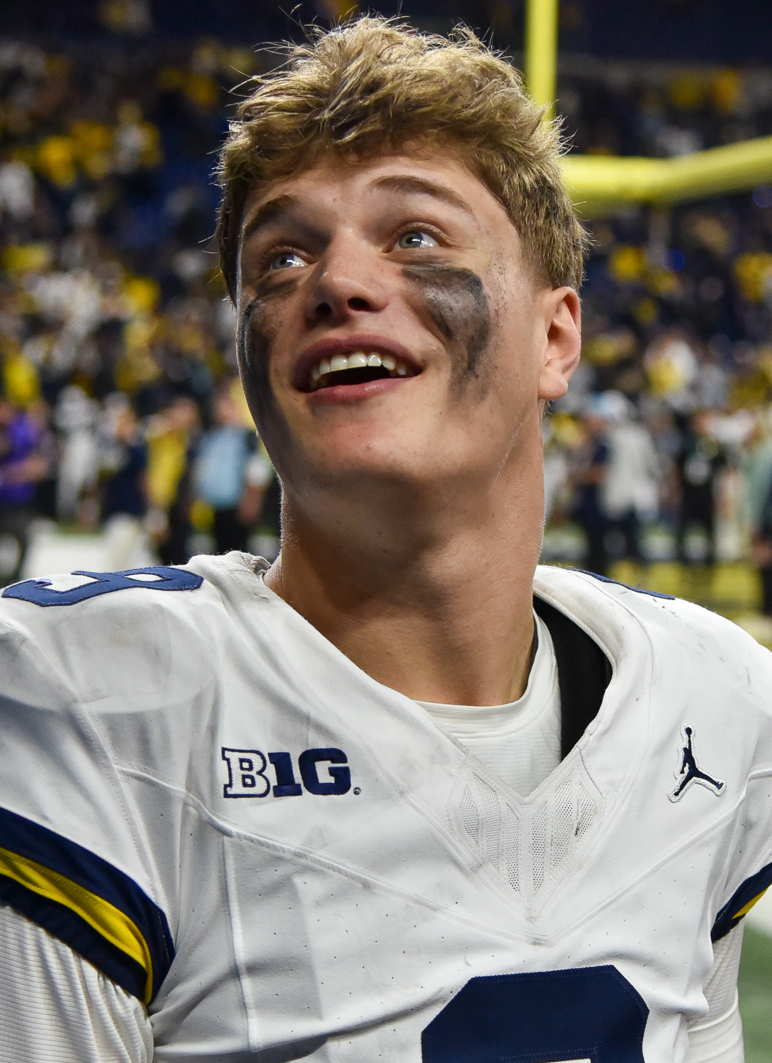
J.J. McCarthy., QB des Wolverines.
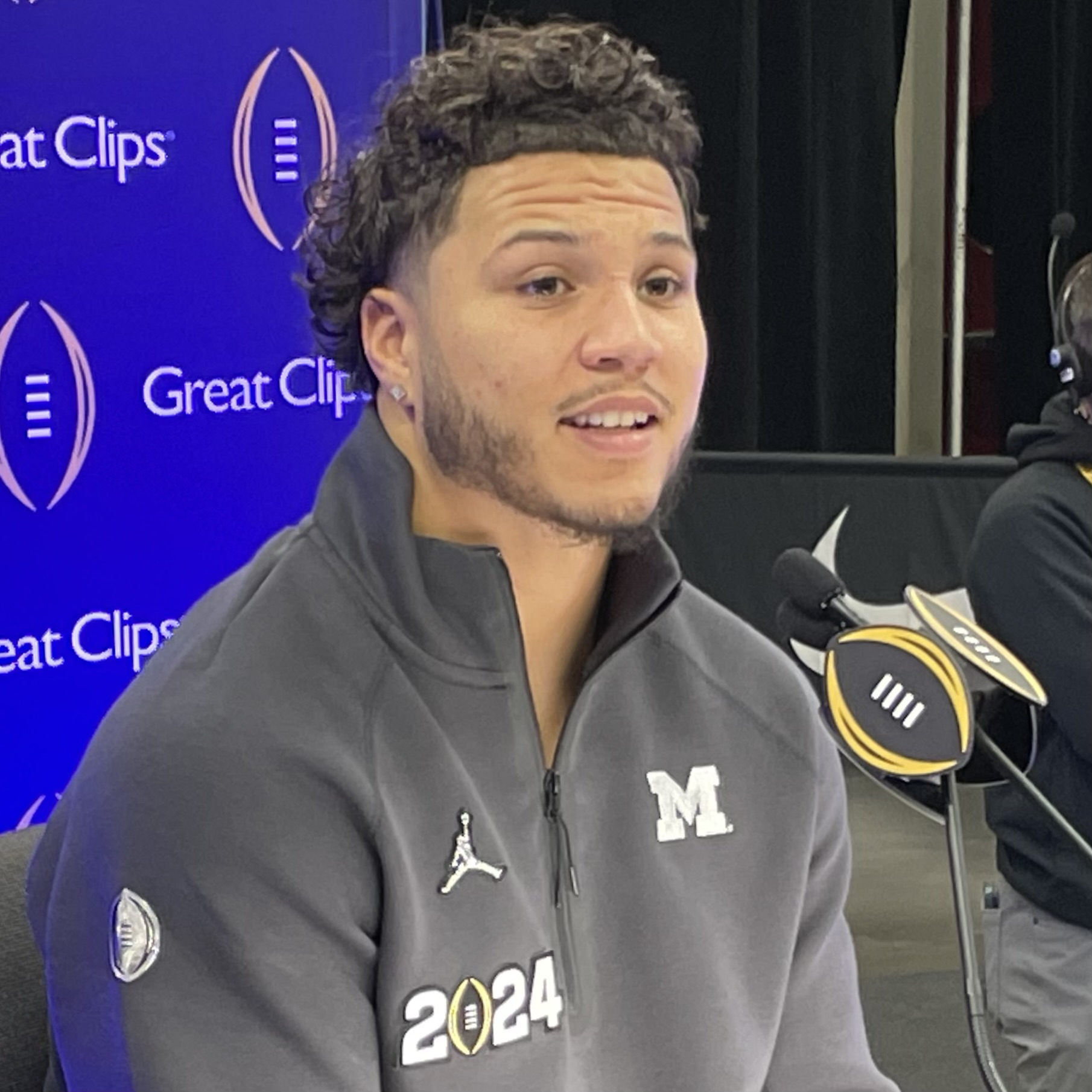
Blake Corum, RB des Wolverines
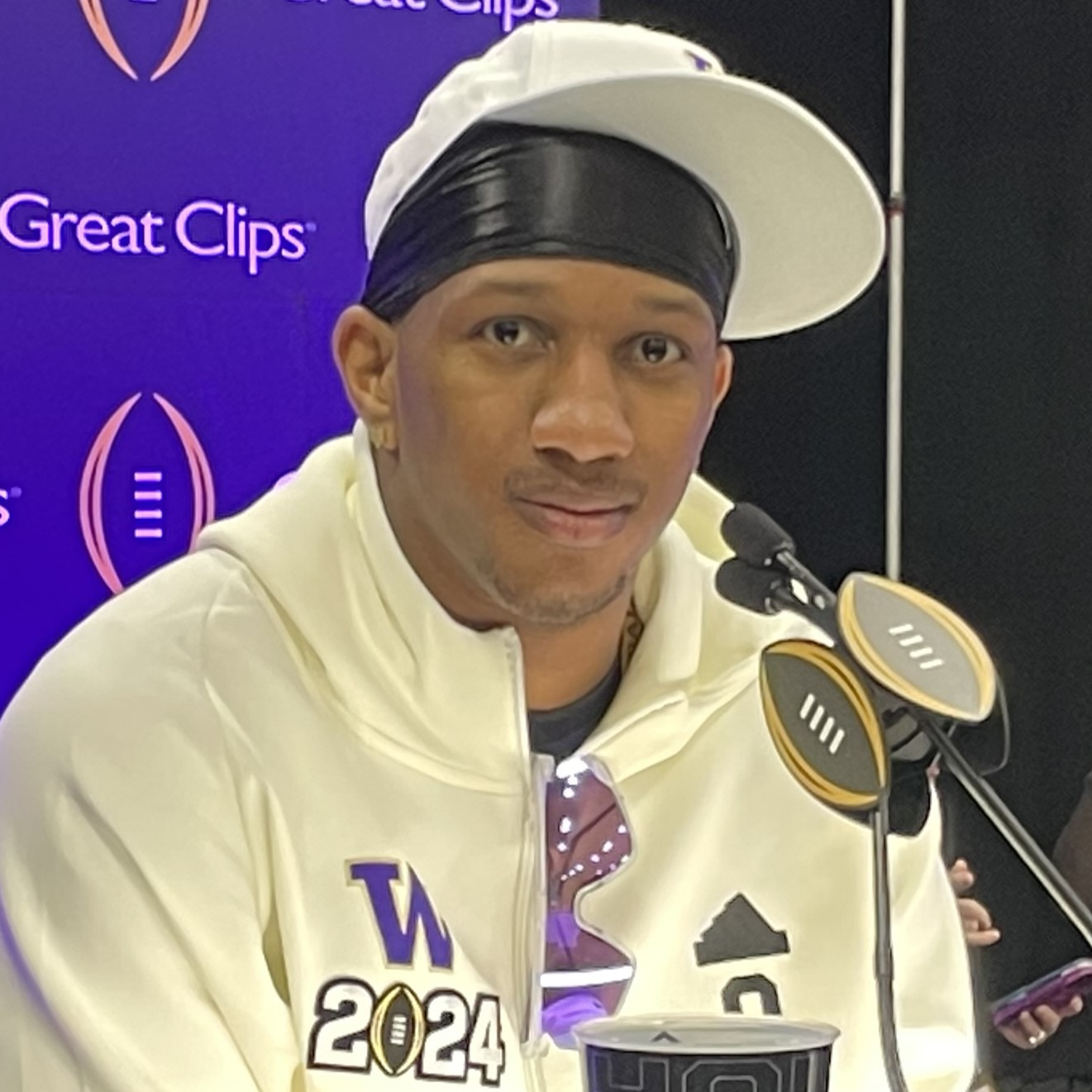
Michael Pennix Jr., QB des Huskies.
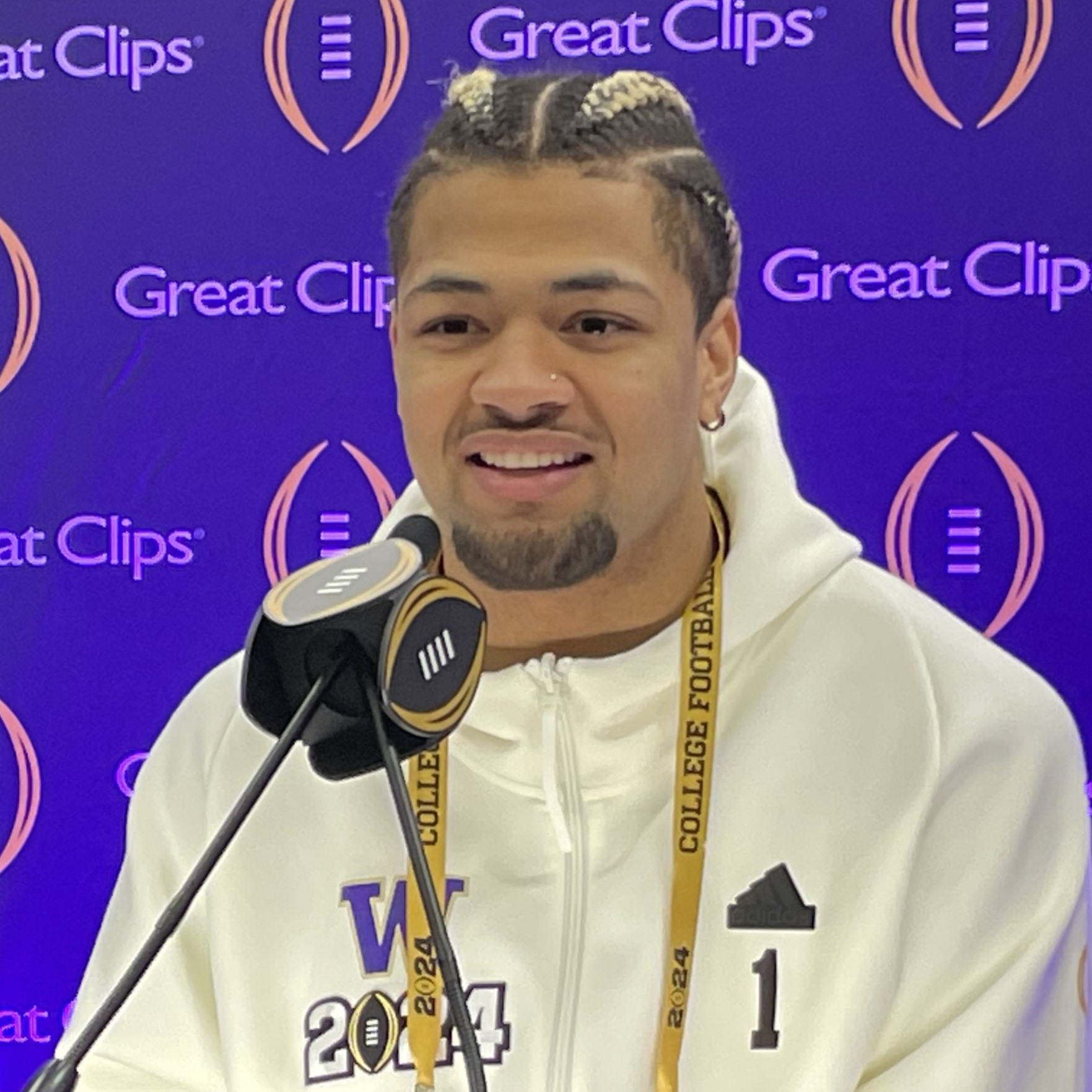
Rome Odunze, WR des Huskies.

### Les entraîneurs

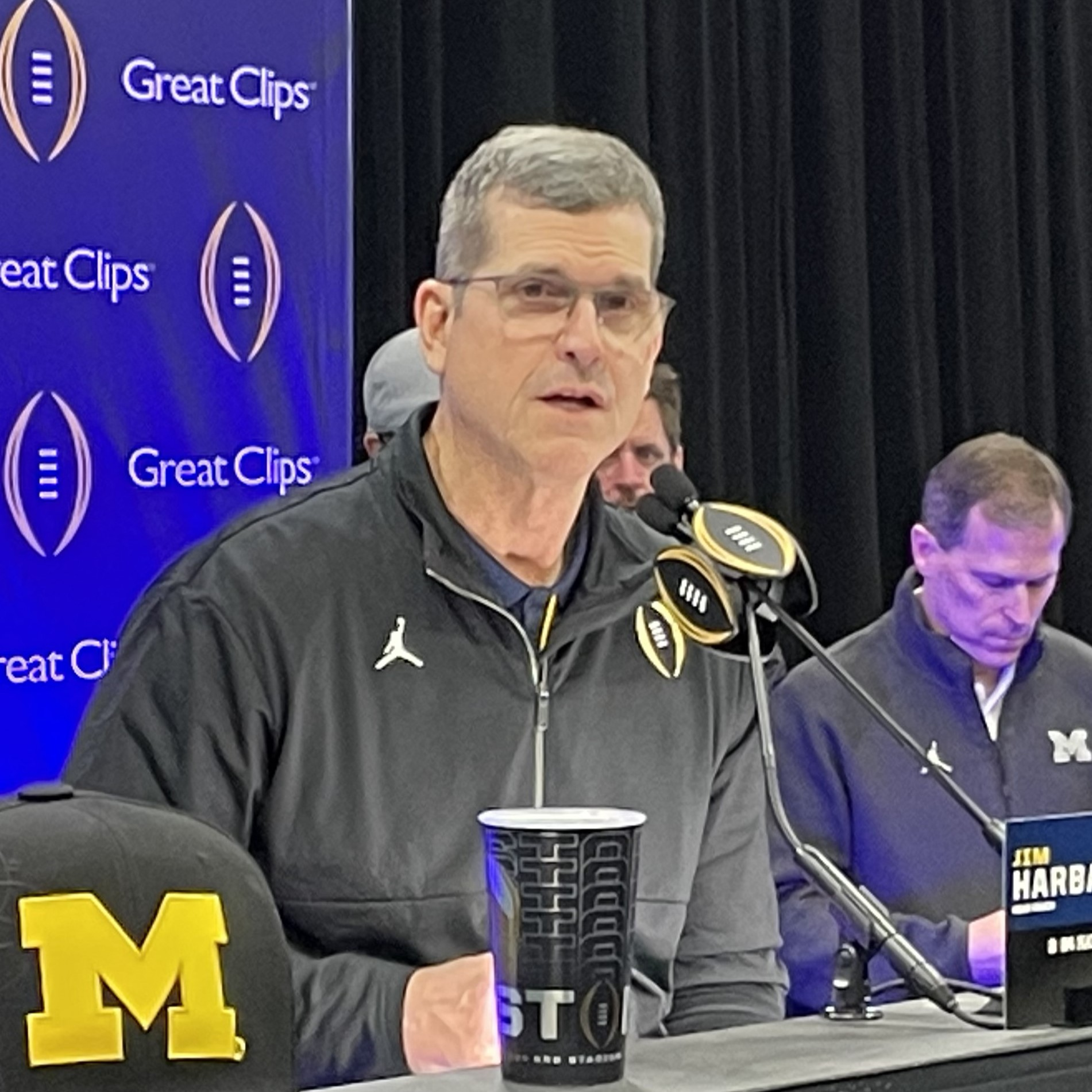
Jim Harbaugh des Wolverines.

#### Jim Harbaugh
Jim Harbaugh (né le 23 décembre 1963 à Toledo dans l'Ohio) est un joueur américain de football américain devenu entraîneur. Son père, Jack Harbaugh (en), était également entraîneur de football américain.
Il a joué au poste de quarterback pendant 4 saisons pour les Wolverines du Michigan dans la NCAA Div I FBS (1983-1986, meilleur joueur de la Big-10 en 1986) et pendant 14 saisons dans la National Football League (1987-2000), principalement pour les Bears de Chicago qui l'avaient sélectionné en 26e choix lors du premier tour de la draft 1987.
Après sa carrière de joueur, il se reconvertit en tant qu'entraîneur de football américain. Après avoir entrainé les quarterbacks des Raiders d'Oakland
(2002-2003), il devient l'entraîneur principal des Toreros de San Diego (2004-2006, champions de la Pioneer Football League en 2005 et 2006) et du Cardinal de Stanford (2007-2010, 1 victoire à l'Orange Bowl) au niveau universitaire. Il retourne ensuite dans la NFL chez les 49ers de San Francisco (2011-2014, 3 finales de conférence NFC) où il est désigné entraîneur de la saison 2011 dès sa première année. Son grand frère John Harbaugh est l'actuel entraîneur principal des Ravens de Baltimore. Les deux frères se sont affrontés lors du Super Bowl XLVII, remporté par les Ravens dirigés par John.

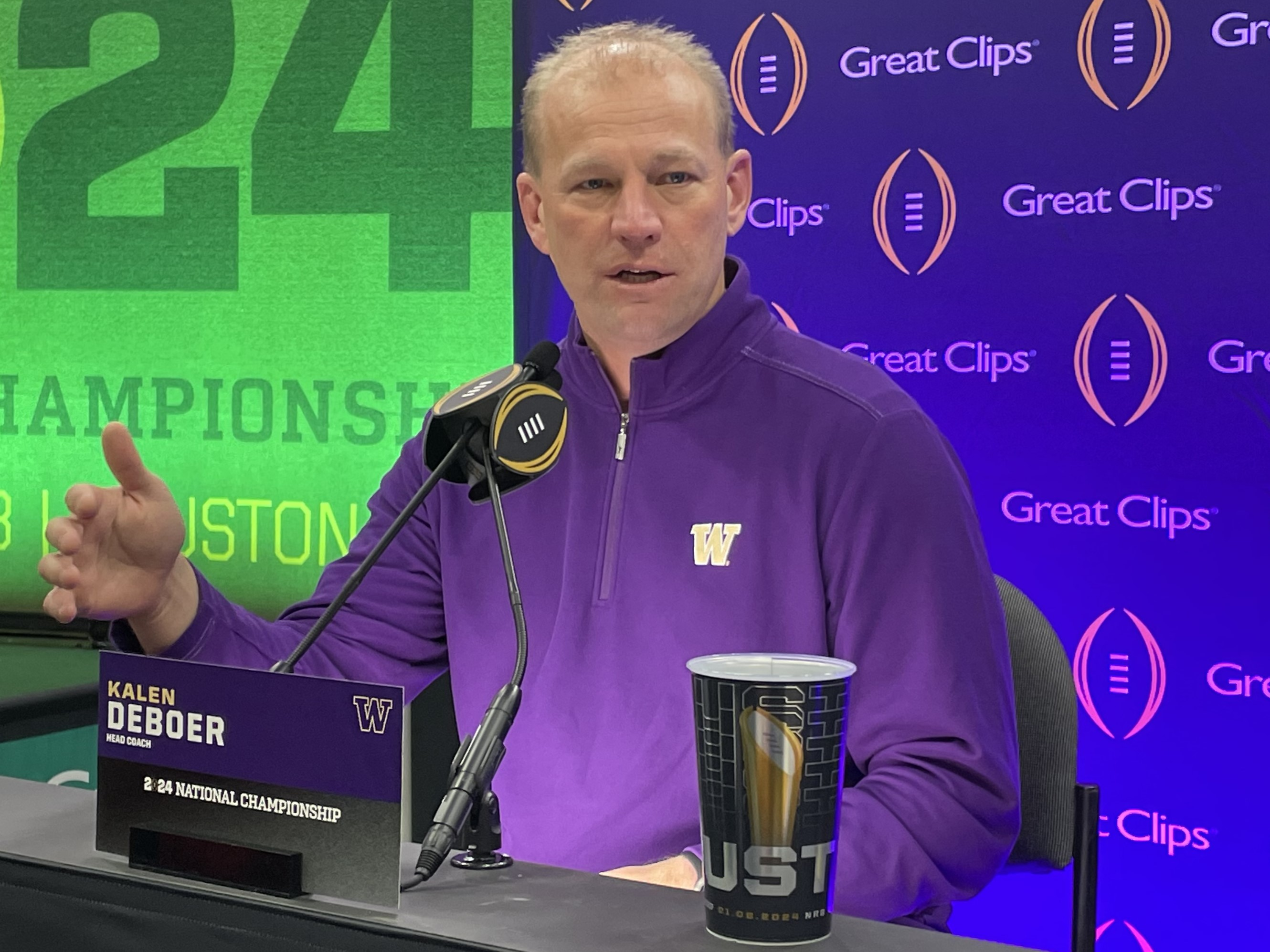
Kalen DeBoer, entraîneur des Huskies.

Il retourne chez son alma mater, l'université du Michigan en 2015. A l'exception de la saison 2020 (bilan de 2-4 et saison marquée par la crise du Covid-19), les Wolverines terminent chaque saison avec un bilan positif, mais ne remportent que le Citrus Bowl de janvier 2016. Il remporte quatre titres de la division Nord de la Big-10, trois titres de conférence (2021, 2022, 2023) et qualifie son équipe pour le College Football Playoff en 2021 et 2022 (deux défaites en demi-finale). Il remporte sa première victoire en CFP cette saison à l'occasion du Rose Bowl 2024. Il est désigné meilleur entraîneur de la saison NCAA en 2021 par l'AP et de la Big-10 en 2022.
Son bilan global en tant qu'entraîneur principal des Wolverines est actuellement de 85 victoires pour 25 défaites en saison régulière et de 2 victoires pour 6 défaites en match d'après saison.

#### Kalen DeBoer
Kalen DeBoer (en), né le 24 octobre 1974 à Milbank au Dakota du Sud, est l'entraîneur principal des Huskies de Washington depuis la saison 2022. Auparavant, il a été entraîneur principal des Storm de Sioux Falls (2005-2009, bilan de 67-3, 3 titres nationaux de la NIAA en 2006, 2008 et 2009) et des Bulldogs de Fresno State (2020-2021, bilan de 12-6 et victoire au New Mexico Bowl 2023).
Son bilan à Washington est de 25 victoires pour 2 défaites en saison régulière et de 2/2 victoires en bowl. Au terme de la saison 2023, il est désigné meilleur entraîneur de la Pac-12 et meilleur entraîneur NCAA par l'AP ainsi que les trophées 2023 de meilleur entraîneur de la saison du Eddie Robinson, du Home Depot, du Sporting News et du Walter Camp.

## Résumé du match
Début du match joué en indoors (stade fermé) à 18 h 46 locales, fin à 22 h 11 pour une durée totale de jeu de 3 h 25 min.
| QT            | Temps         | Drive         | Drive         | Drive         | Équipe        | Description de l'action                                                                                          | Score | Score |
| ------------- | ------------- | ------------- | ------------- | ------------- | ------------- | --- | ----- | ----- |
| QT            | Temps         | Jeux          | Yards         | TDP           | Équipe        | Description de l'action                                                                                          | MICH  | WASH  |
| 1             | 10:14         | 8             | 84            | 04:42         | MICH          | TD à la suite d'une course de 41 yards par le RB Donovan Edwards (+ 1 pt de conversion par le K James Turner)    | 7     | 0     |
| 1             | 03:36         | 14            | 67            | 06:18         | WASH          | FG de 25 yards par le K Grady Gross                                                                              | 7     | 3     |
| 1             | 02:23         | 4             | 86            | 01:26         | MICH          | TD à la suite d'une course de 46 yards par le RB Donovan Edwards (+ 1 pt de conversion par le K James Turner)    | 14    | 3     |
| 2             | 13:28         | 5             | 65            | 01:53         | MICH          | FG de 31 yards par le K James Turner                                                                             | 17    | 3     |
| 2             | 00:42         | 11            | 61            | 04:00         | WASH          | TD de 3 yards par le WR Jalen McMillan (passe du QB Michael Penix Jr. + 1 pt de conversion par le K Grady Gross) | 17    | 10    |
|               |               |               |               |               |               | |       |       |
| 3             | 11:55         | 6             | 12            | 03:00         | MICH          | FG de 38 yards par le K James Turner                                                                             | 20    | 10    |
| 3             | 08:58         | 7             | 47            | 02:57         | WASH          | FG de 345 8 yards par le K Grady Gross                                                                           | 20    | 13    |
| 4             | 07:09         | 5             | 71            | 02:35         | MICH          | TD à la suite d'une course de 12 yards par le RB Blake Corum (+ 1 pt de conversion par le K James Turner)        | 27    | 13    |
| 4             | 03:37         | 2             | 8             | 00:52         | MICH          | TD à la suite d'une course de 1 yard par le RB Blake Corum (+ 1 pt de conversion par le K James Turner)          | 34    | 13    |
| Score final : | Score final : | Score final : | Score final : | Score final : | Score final : | Score final : | 34    | 13    |

## Statistiques
| Systèmes | Noms         | Équipes  | Postes |
| -------- | ------------ | -------- | ------ |
| Attaque  | Blake Corum  | Michigan | RB     |
| Défense  | Will Johnson | Michigan | CB     |

| Statistiques                          | Wolverines du Michigan                            | Huskies de Washington                              |
| ------------------------------------- | ------------------------------------------------- | -------------------------------------------------- |
| 1er down                              | 16                                                | 17                                                 |
| 1er down à la course                  | 10                                                | 2                                                  |
| 1er down à la passe                   | 6                                                 | 13                                                 |
| 1er down suite pénalité               | 0                                                 | 2                                                  |
| Conversion de 3e down                 | 1/10                                              | 2/14                                               |
| Conversion de 4e down                 | 0/1                                               | 2/5                                                |
| Jeux–yards                            | 57 jeux pour 443 yards                            | 71 jeux pour 301 yards                             |
| Yards à la course                     | 38 courses pour 303 yards (moy.de 8 yards/course) | 20 courses pour 46 yards (moy.de 2,3 yards/course) |
| Yards à la passe                      | 140                                               | 255                                                |
| Passes: Réussies-Tentées-Interceptées | 10/19 passes complétées, 0 passe interceptée      | 27/51 passes complétées, 2 passes interceptées     |
| Réussite en zone rouge/chances        | 4/4                                               | 2/2                                                |
| TD                                    | 4 (2 à la course, 2 à la passe)                   | 1 (à la passe)                                     |
| Field Goals                           | 2/2                                               | 2/2                                                |
| Sacks (Nombre-Yards)                  | 1 pour 12 yards adverses perdus                   | 1 pour 4 yards adverses perdus                     |
| Fumbles (Nombre/Perdus)               | 0                                                 | 0                                                  |
| Pénalités (Nombre/Yards perdus)       | 5 pour 45 yards perdus                            | 5 pour 30 yards perdus                             |
| Temps de possession                   | 29:16                                             | 30:44                                              |

| Wolverines du Michigan |                   | |
| Quarterback            | J.J. McCarthy     | 10/18 passes complétées, 140 yards, 0 interception, 0 TD, 1 sack subi, évaluation QB de 120,9       |
| Coureurs               | Blake Corum       | 21 courses pour 134 yards nets gagnés, 2 TDs, moyenne de 6,1 yards/course                           |
| Coureurs               | Donovan Edwards   | 6 courses pour 104 yards nets gagnés, 2 TDs, moyenne de 16,1 yards/course                           |
| Coureurs               | J.J. McCarthy     | 4 courses pour 31 yards nets gagnés, 0 TD, moyenne de 7,8 yards/course                              |
| Coureurs               | Kalel Mullings    | 3 courses pour 21 yards nets gagnés, 0 TD, moyenne de 7 yards/course                                |
| Coureurs               | Alex Orji         | 2 courses pour 15 yards nets gagnés, 0 TD, moyenne de 7,5 yards/course                              |
| Receveurs              | Colston Loveland  | 3/4 réceptions pour 64 yards gagnés, 0 TD                                                           |
| Receveurs              | Roman Wilson      | 3/4 réceptions pour 54 yards gagnés, 0 TD                                                           |
| Receveurs              | Cornelius Johnson | 3/7 réceptions pour 25 yards gagnés, 0 TD                                                           |
| Receveurs              | Semaj Morgan      | 1 réception pour -3 yards gagnés, 0 TD                                                              |
| Défenseur              | Sainristil Mike   | 8 tacles dont 6 en solo, 1 interception                                                             |
| Défenseur              | Junior Colson     | 6 tacles dont 4 en solo, 1½ TFL (4 yards), 1 sack (3 yards), 1 FF et 1 FR                           |
| Défenseur              | Keon Sabb         | 6 tacles dont 2 en solo, 2 passes adverses déviées                                                  |
| Défenseur              | Josaiah Stewart   | 5 tacles dont 4 en solo                                                                             |
| Huskies de Washington  |                   | |
| Quarterback            | Michael Penix Jr. | 27/51 passes complétées, 255 yards, 2 passes interceptées, 1 TD, 1 sack subi, évaluation QB de 93,6 |
| Coureurs               | Dillon Johnson    | 11 courses pour 33 yards nets gagnés, 0 TD, moyenne de 3 yards/course                               |
| Coureurs               | Jalen McMillan    | 1 course pour 9 yards nets gagnés, 0 TD, moyenne de 9 yards/course                                  |
| Coureurs               | Will Nixon        | 2 courses pour 7 yards nets gagnés, 0 TD, moyenne de 3,5 yards/course                               |
| Coureurs               | Tybo Rodgers      | 1 course pour 2 yards nets gagnés, 0 TD, moyenne de 2 yards/course                                  |
| Coureurs               | Ja'Lynn Polk      | 1 course pour 1 yard net gagné, 0 TD, moyenne de 1 yard/course                                      |
| Coureurs               | Michael Penix Jr. | 3 courses pour -5 yards nets gagnés, 0 TD, moyenne de -1,7 yards/course                             |
| Receveurs              | Rome Odunze       | 5 réceptions pour 87 yards gagnés, 0 TD                                                             |
| Receveurs              | Jack Westover     | 5 réceptions pour 42 yards gagnés, 0 TD                                                             |
| Receveurs              | Ja'Lynn Polk      | 4 réceptions pour 37 yards gagnés, 0 TD                                                             |
| Receveurs              | Jalen McMillan    | 6 réceptions pour 33 yards gagnés, 1 TD                                                             |
| Receveurs              | Dillon Johnson    | 2 réceptions pour 24 yards gagnés, 0 TD                                                             |
| Receveurs              | Devin Culp        | 1 réception pour 14 yards gagnés, 0 TD                                                              |
| Receveurs              | Tybo Rodgers      | 1 réception pour 11 yards gagnés, 0 TD                                                              |
| Receveurs              | Will Nixon        | 3 réceptions pour 7 yards gagnés, 0 TD                                                              |
| Défenseurs             | Dominique Hampton | 10 tacles dont 6 en solo, 1 passe adverse déviée                                                    |
| Défenseurs             | Carson Bruener    | 6 tacles dont 3 en solo et 1 pour perte adverse de 1 yard                                           |
| Défenseurs             | Alfonzo Tuputala  | 5 tacles dont 4 en solo                                                                             |
| Défenseurs             | Edefuan Ulofoshio | 4 tacles en solo, 1 passe adverse déviée                                                            |

## Galerie

Entrée des équipes sur le terrain
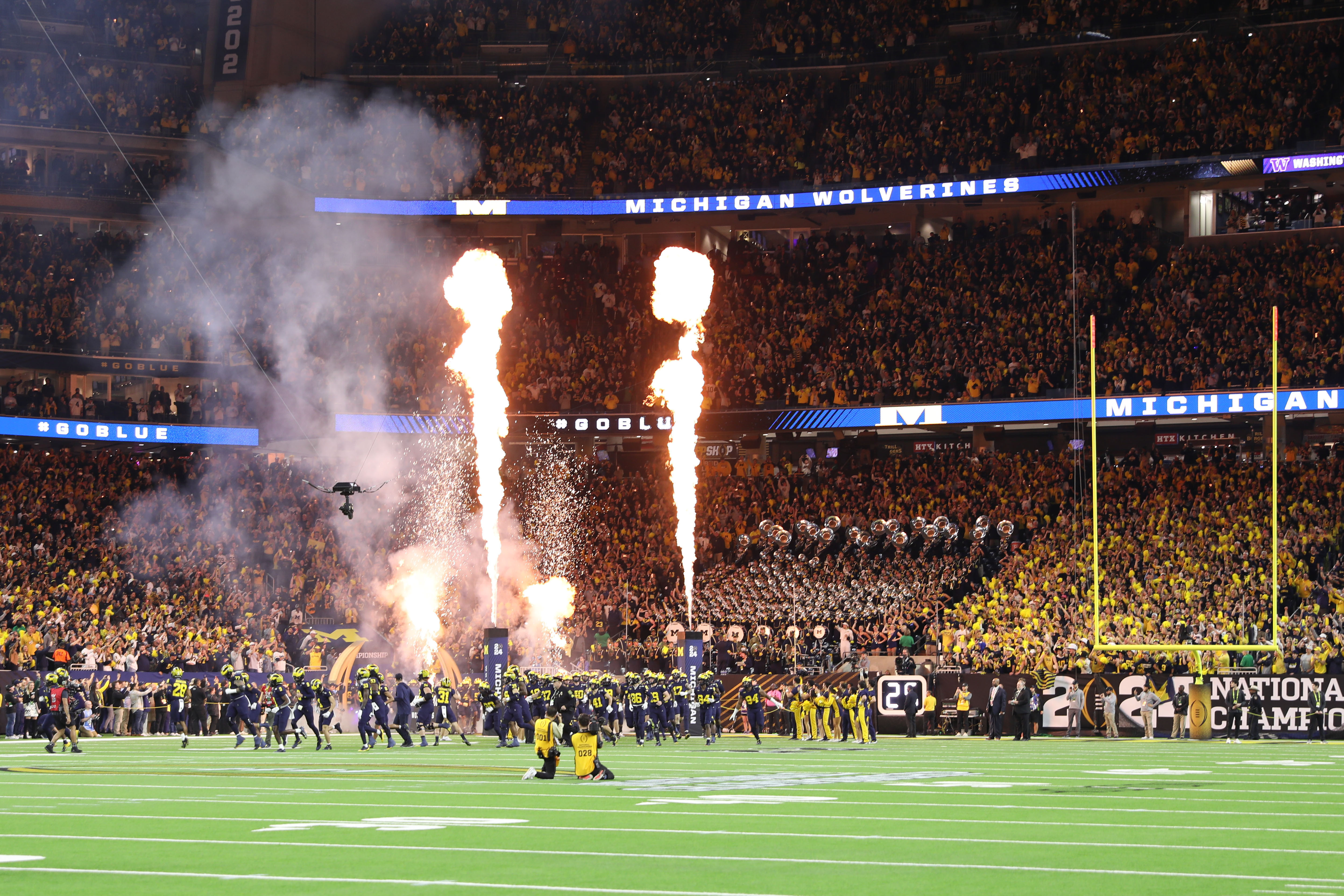
Wolverines du Michigan.
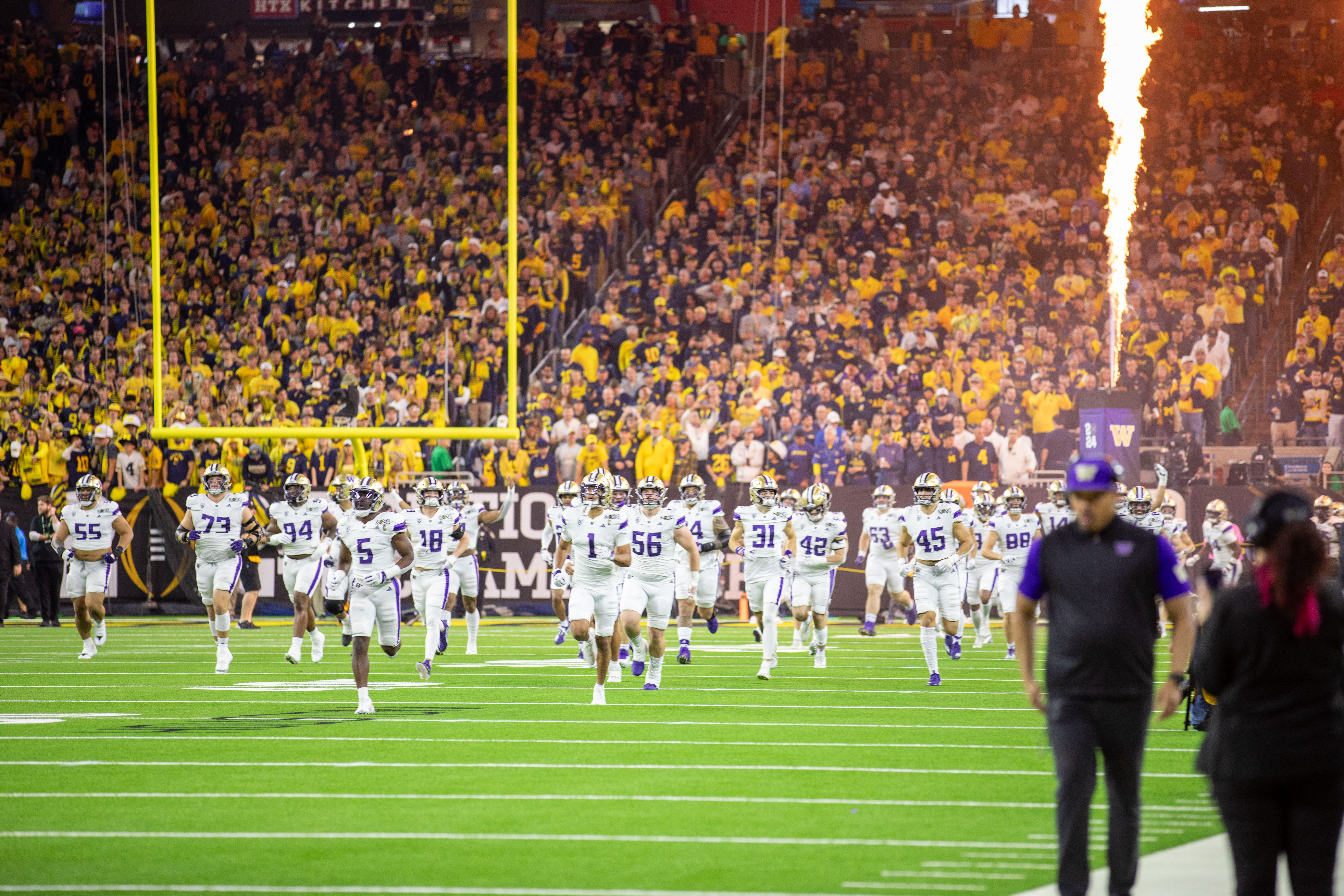
Huskies du Washington.

Les vainqueurs
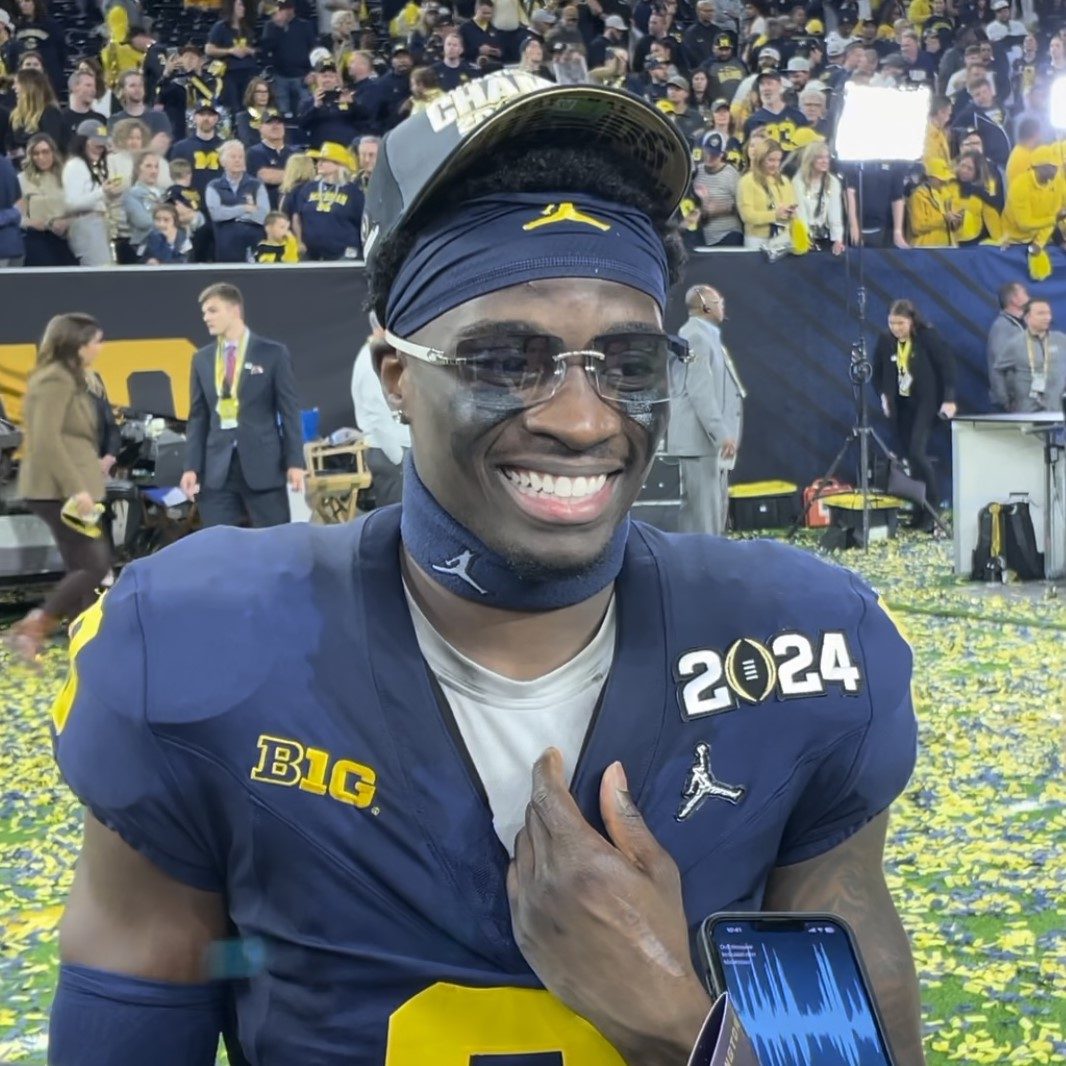
Mike Sainristill, defensive back.
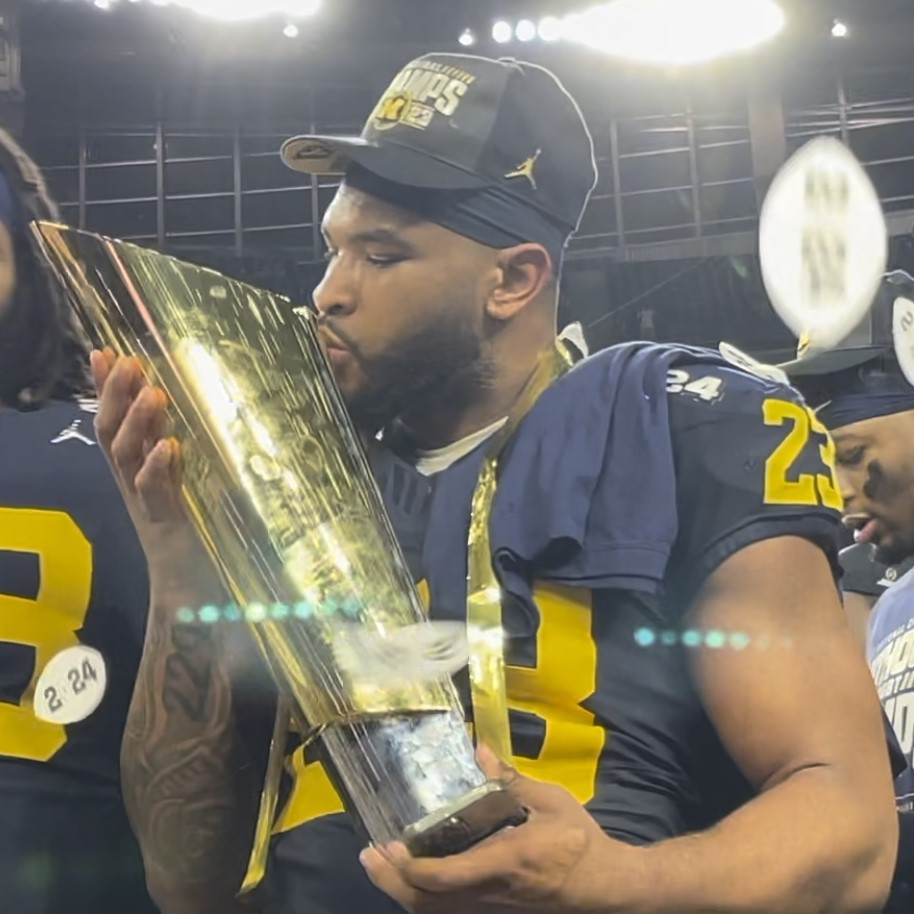
Michael Barrett, linebacker.
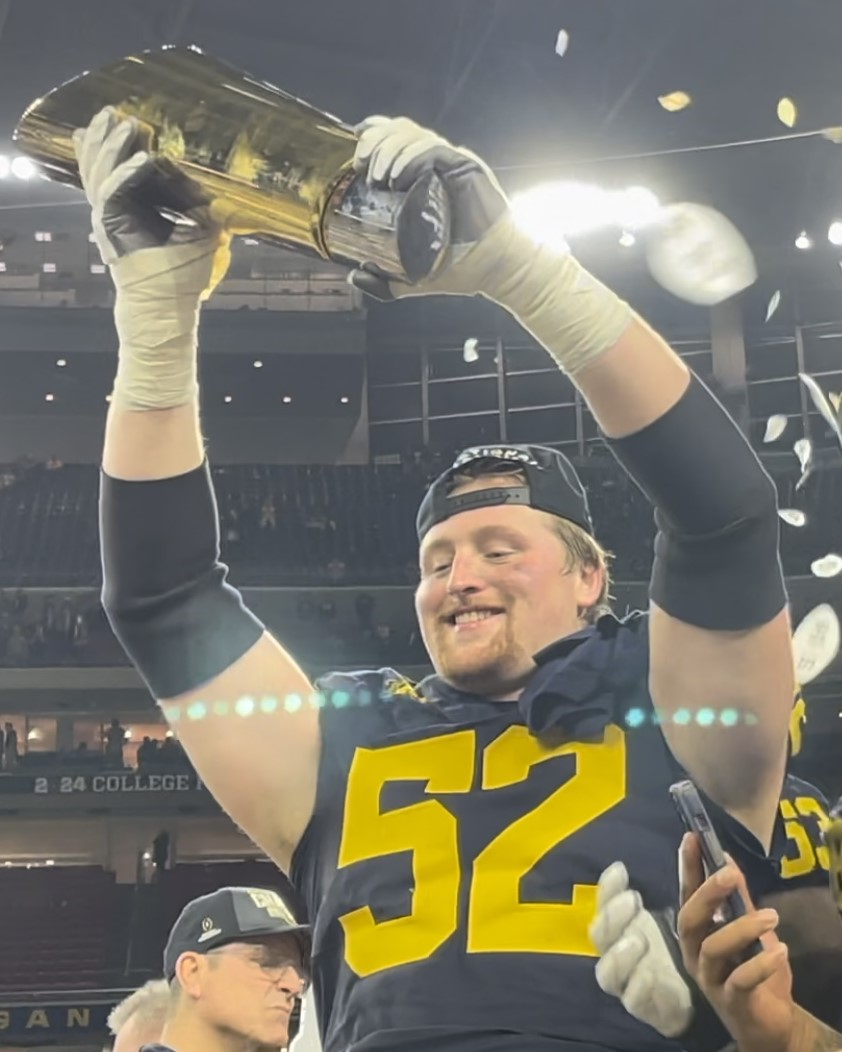
Karsen Barnhart, offensive tackle.
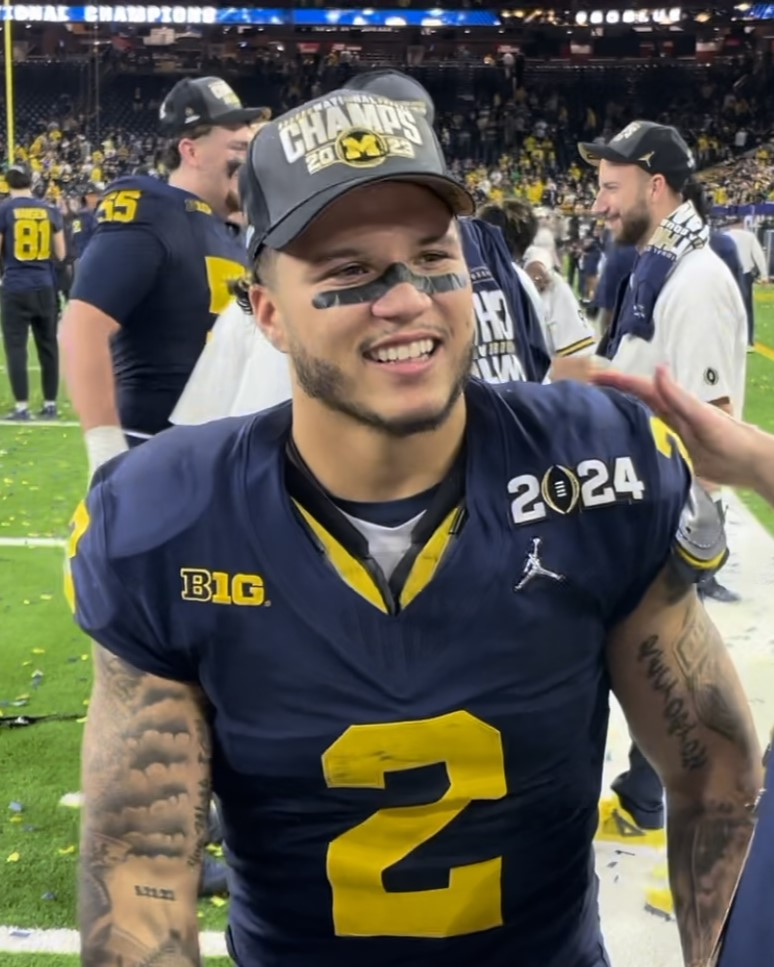
Blake Corum, running back et MVP offensif de la finale.
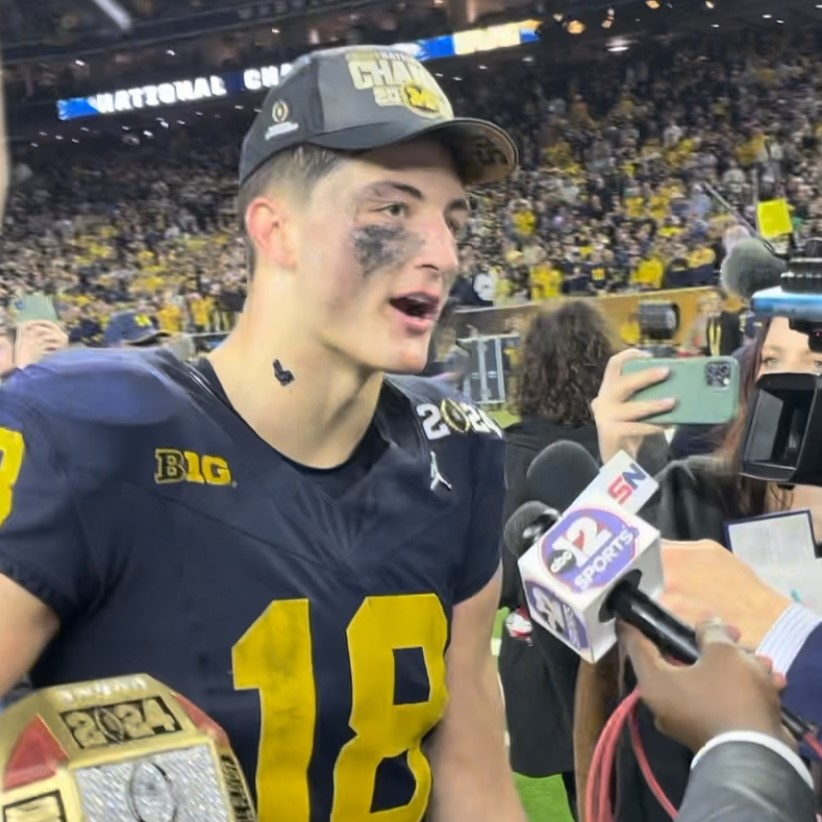
Coleston Loveland, tight-end.
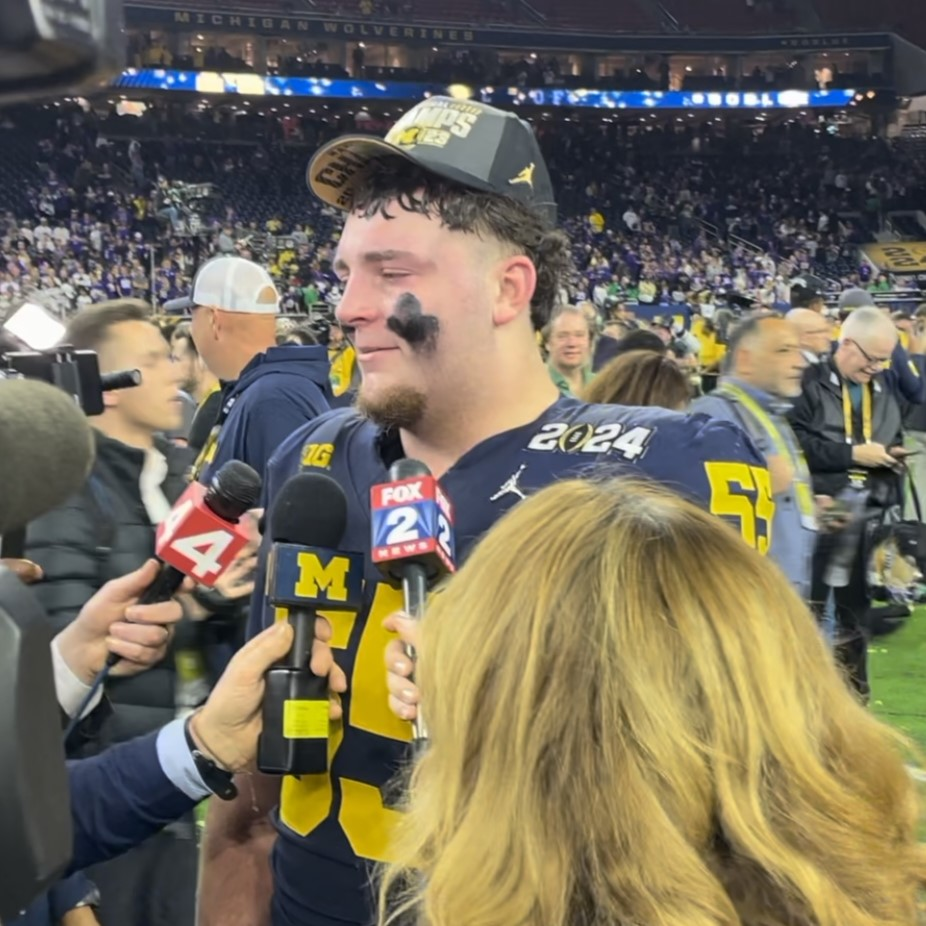
Mason Graham, defensive tackle.

Conférences de presse d'après match
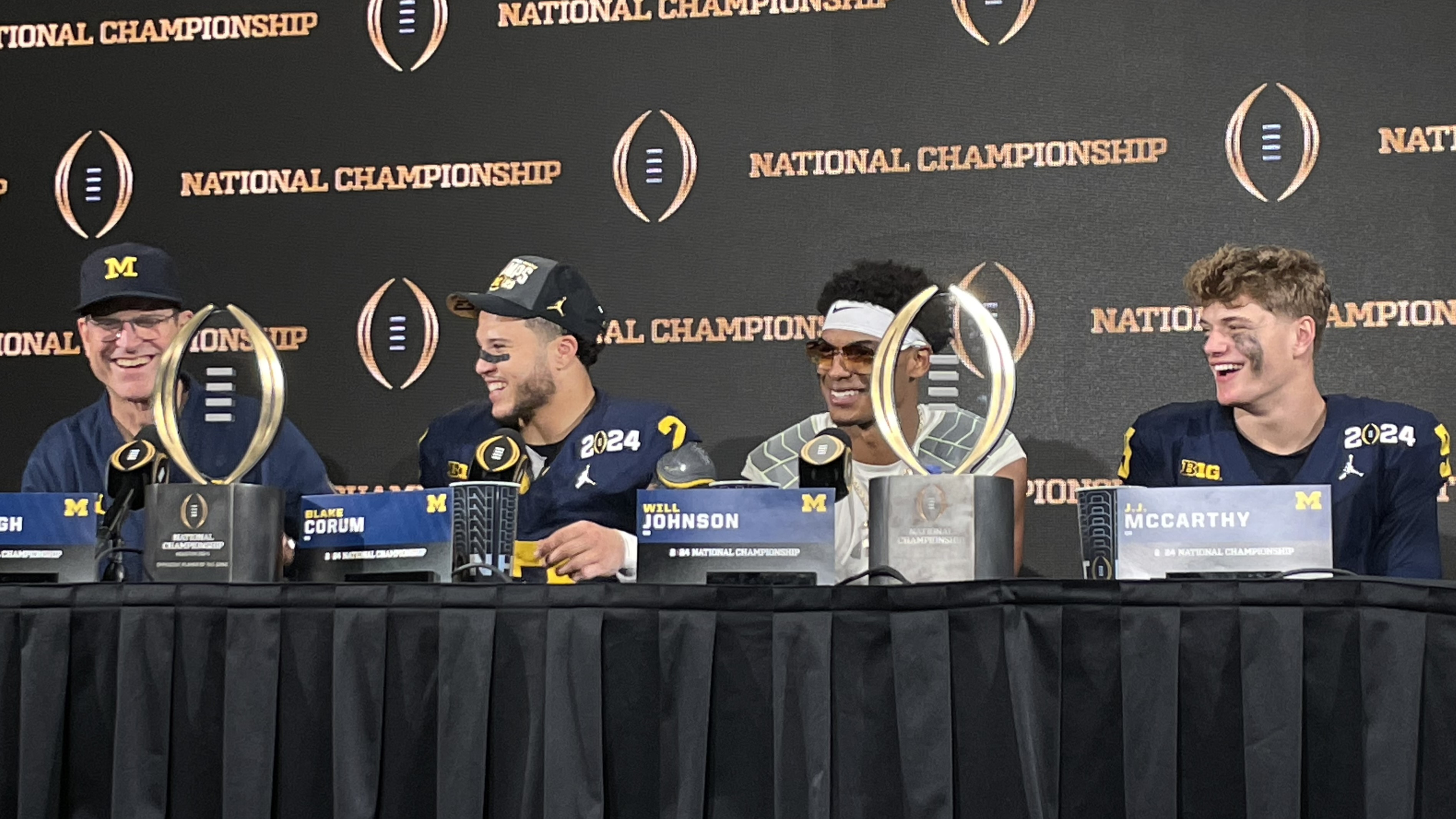
Jim Harbaugh (entraîneur), Blake Corum (MVP offensif), Will Johnson (CB, MVP défenbsif) et J. J. McCarthy (QB) de Michigan.
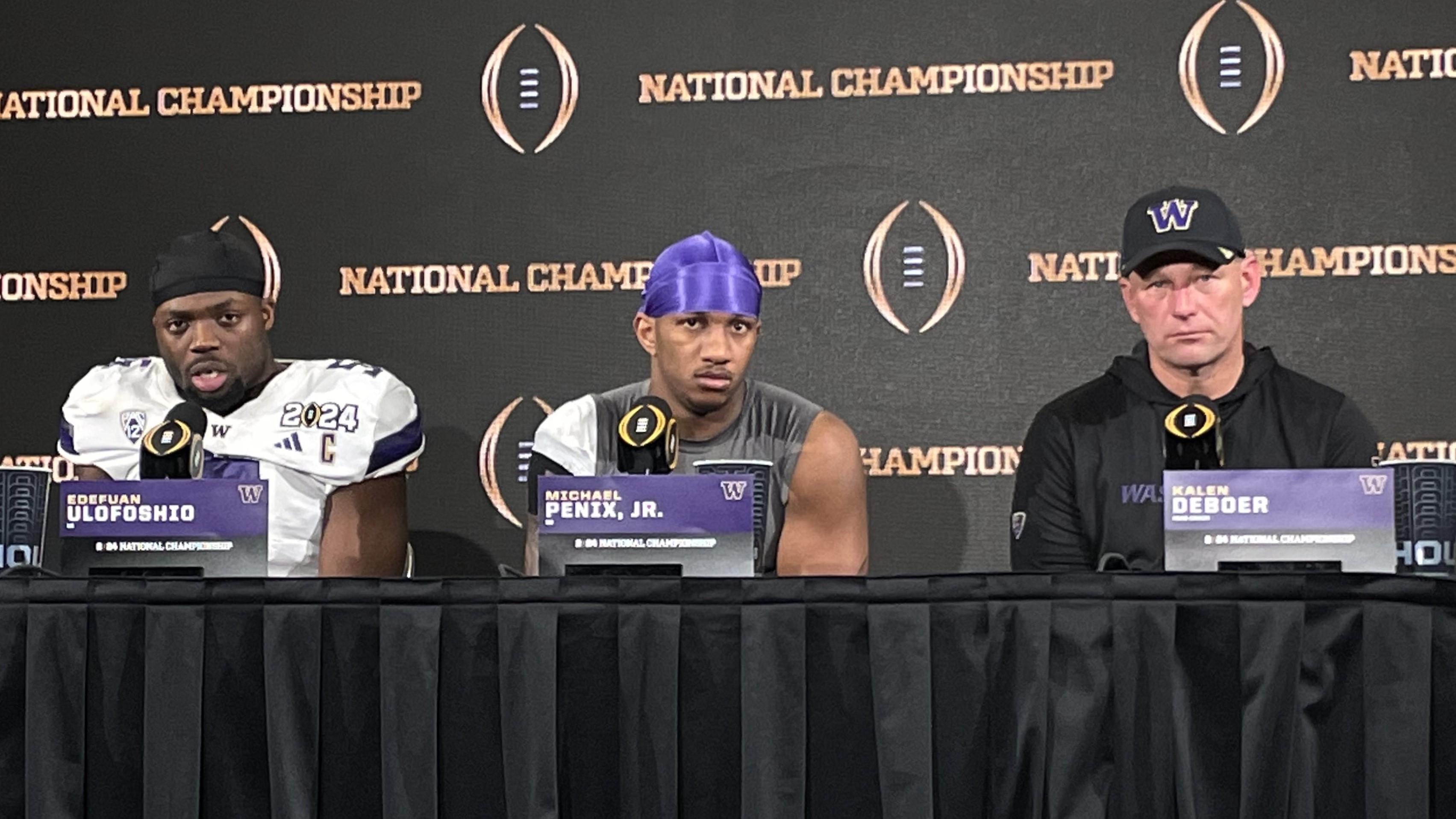
Edefuan Ulofoshio (LB), Michael Penix Jr. (QB), et Kalen DeBoer (entraîneur) de Washington.